# Invictus Gaming
Invictus Gaming (tiếng Trung: iG电子竞技俱乐部; nghĩa đen 'iG Esports Club'; viết tắt: IG) là một tổ chức thể thao điện tử gồm nhiều đội chơi tham gia nhiều tựa game eSports thành lập năm 2011 tại Trung Quốc. Họ chủ yếu được biết tới với đội chơi Dota 2, League of Legends và StarCraft II hàng đầu thế giới, với những thành tích nổi bật. Đội Dota 2 của iG chiến thắng The International 2012. Đội tuyển Liên Minh Huyền Thoại đã giành chức vô địch Chung kết thế giới Liên Minh Huyền Thoại 2018.

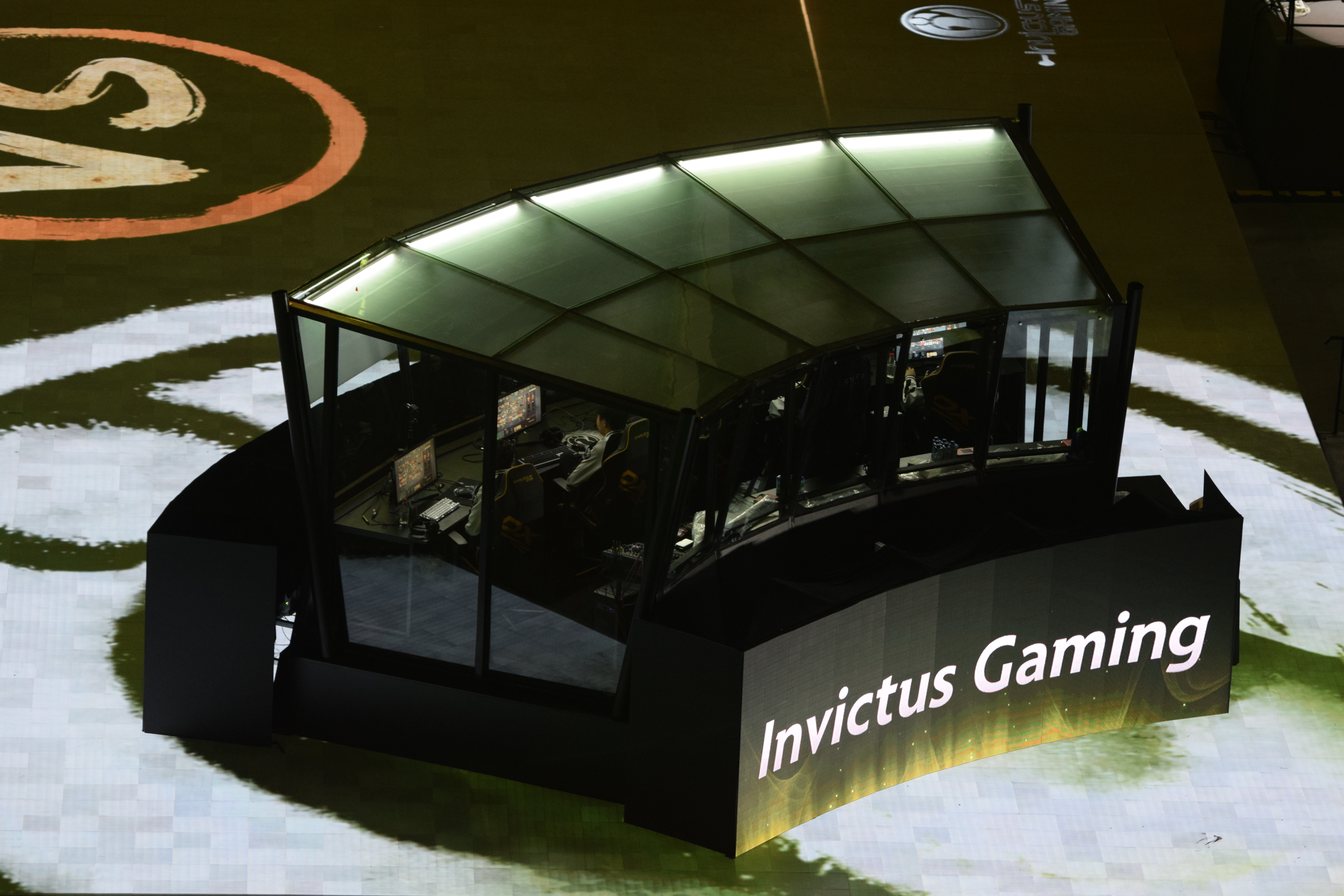
Đội game IG

Ông chủ của iG là đại thiếu gia Trung Quốc Vương Tư Thông (sinh năm 1988), con trai duy nhất của tỉ phú Vương Kiện Lâm, người giàu nhất Trung Quốc năm 2015. Ông Vương là tỉ phú bất động sản, sở hữu tập đoàn Vạn Đạt danh tiếng.

## Đội tuyển

### Dota 2
| ID     | Tên            | Quốc tịch  |
| ------ | -------------- | ---------- |
| flyfly | Jin Zhiyi      | Trung Quốc |
| Emo    | Zhou Yi        | Trung Quốc |
| JT-    | Thiay Jun Wen  | Malaysia   |
| Kaka   | Hu Liangzhi    | Trung Quốc |
| Oli    | Chan Chon Kien | Malaysia   |

### StarCraft II
| ID     | Tên         | Quốc tịch  |
| ------ | ----------- | ---------- |
| Jim    | Cao Jin Hui | Trung Quốc |
| MacSed | Hu Xiang    | Trung Quốc |
| XiGua  | Wang Lei    | Trung Quốc |
| XluoS  | Song Ying   | Trung Quốc |
| XY     | Xiang Yao   | Trung Quốc |
| IA     | Zhou Hang   | Trung Quốc |

### CrossFire
World Cyber Games 2012 Rosters
1. Ma "MZIN" Zhe
2. Xu "4ME" Depeng
3. Feng "Nice" Yongqiang
4. Dai "18Lin" Yueqiang
5. Shen "Best" Zhong

### FIFA
1. Wei "Satan" Chen